# Elaphoglossum kuehnii
Elaphoglossum kuehnii är en träjonväxtart som beskrevs av Georg Hans Emmo Wolfgang Hieronymus. Elaphoglossum kuehnii ingår i släktet Elaphoglossum och familjen Dryopteridaceae. Inga underarter finns listade.